# 김효진 (레이싱 모델)
김효진(1981년 10월 16일 ~ )은 대한민국의 레이싱 모델이다.

## 개요
김효진의 활동영역은 컴패니언모델이며, 레이싱모델, 에이빙모델, 나레이터모델로 분류되기도 한다. 2003년 데뷔하였으며, 취미는 여행, 사격이고, 심슨 가족 등 애니메이션을 좋아한다.

## 경력

### 에이빙 모델 경력
- 2003년 서울 모터쇼 렉서스 부스 포즈모델
- 2004년 한국전자전(Korea Electronic Show) 필립스 인포메이션모델
- 2005년 서울 모터쇼 렉서스 부스 포즈모델
- 2006년 부산 모터쇼 GM대우 부스 포즈모델
- 2009년 LG전자 크리스탈폰 싱가포르홍보 포즈모델
- 2009년 한국전자전(Korea Electronic Show) 삼성전자 인포메이션모델
- 2010년 닛산 테크놀로지 스퀘어 인포메이션모델

외 다수

### 레이싱모델 경력
- 2003년 BAT GT챔피언쉽 성우인디고 레이싱팀 전속
- 2004년 BAT GT챔피언쉽 렉서스 레이싱팀 전속
- 2004년 클릭페스티발 금호타이어 스폰서쉽 전속

외 다수

### 방송 경력
- 2009년 홍천군 홍보영상 촬영[깨진 링크(과거 내용 찾기)]
- 2010년 하나투어 스티커 한중일크루즈 홍보영상 촬영

외 다수